# Parser LL
Parser LL to parser czytający tekst od lewej do prawej i produkujący lewostronne wyprowadzenie metodą zstępującą. Popularne rodzaje parserów LL to parsery sterowane tablicą i rekurencyjne.

## Parser sterowany tablicą
Parsery klasy LL(k) parsują znak po znaku, utrzymując stos zawierający „spodziewane symbole”. Na początku znajdują się tam symbol startowy i znak końca pliku. Jeśli na szczycie stosu jest ten sam symbol terminalny, jaki aktualne znajduje się na wejściu, usuwa się go ze szczytu stosu i przesuwa strumień wejściowy na kolejny znak. Jeśli inny symbol terminalny zwraca się błąd. Jeśli występuje tam jakiś symbol nieterminalny, to zdejmuje się go i zależnie od tego symbolu oraz od k kolejnych znaków wejścia, umieszcza na stosie odpowiedni zestaw symboli.
LL(1) jest bardzo ubogą klasą (jednak w wielu przypadkach wystarczająca), np. tak prosta gramatyka jak:
- Wyrażenie → liczba '+' Wyrażenie
- Wyrażenie → liczba

już do niej nie należy, ponieważ spodziewając się Wyrażenia i widząc liczbę, nie wiemy czy zamienić ją na stosie na liczba czy liczba '+' Wyrażenie.
Na szczęście można przepisać tę gramatykę na równoważną gramatykę LL(1):
- Wyrażenie → liczba OpcjonalnePlusWyrażenie
- OpcjonalnePlusWyrażenie → ε
- OpcjonalnePlusWyrażenie → '+' Wyrażenie

Zbudujmy tablicę parsingu dla gramatyki:
- Wyrażenie → Iloczyn '+' Wyrażenie
- Wyrażenie → Iloczyn
- Iloczyn → liczba '*' Iloczyn
- Iloczyn → liczba

Najpierw musimy przepisać ją do równoważnej gramatyki LL(k) (w tym przypadku k jest równe 1):
- Wyrażenie → Iloczyn OpcjonalnePlusWyrażenie
- OpcjonalnePlusWyrażenie → ε
- OpcjonalnePlusWyrażenie → '+' Wyrażenie
- Iloczyn → liczba OpcjonalneRazyIloczyn
- OpcjonalneRazyIloczyn → ε
- OpcjonalneRazyIloczyn → '*' Iloczyn

Tablica parsingu to:
|                         | liczba                          | +           | *         | koniec |
| Wyrażenie               | Iloczyn OpcjonalnePlusWyrażenie | błąd        | błąd      | błąd   |
| OpcjonalnePlusWyrażenie | błąd                            | + Wyrażenie | błąd      | ε      |
| Iloczyn                 | liczba OpcjonalneRazyIloczyn    | błąd        | błąd      | błąd   |
| OpcjonalneRazyIloczyn   | błąd                            | ε           | * Iloczyn | ε      |

I dla wyrażenia 5 + 3 * 8 * 2 + 7 * 2 parsing przebiega następująco:
| Stos                                                        | Wejście                                                    |
| ----------------------------------------------------------- | ---------------------------------------------------------- |
| Wyrażenie koniec                                            | liczba + liczba * liczba * liczba + liczba * liczba koniec |
| Iloczyn OpcjonalnePlusWyrażenie koniec                      | liczba + liczba * liczba * liczba + liczba * liczba koniec |
| liczba OpcjonalneRazyIloczyn OpcjonalnePlusWyrażenie koniec | liczba + liczba * liczba * liczba + liczba * liczba koniec |
| OpcjonalneRazyIloczyn OpcjonalnePlusWyrażenie koniec        | + liczba * liczba * liczba + liczba * liczba koniec        |
| OpcjonalnePlusWyrażenie koniec                              | + liczba * liczba * liczba + liczba * liczba koniec        |
| + Wyrażenie koniec                                          | + liczba * liczba * liczba + liczba * liczba koniec        |
| Wyrażenie koniec                                            | liczba * liczba * liczba + liczba * liczba koniec          |
| Iloczyn OpcjonalnePlusWyrażenie koniec                      | liczba * liczba * liczba + liczba * liczba koniec          |
| liczba OpcjonalneRazyIloczyn OpcjonalnePlusWyrażenie koniec | liczba * liczba * liczba + liczba * liczba koniec          |
| OpcjonalneRazyIloczyn OpcjonalnePlusWyrażenie koniec        | * liczba * liczba + liczba * liczba koniec                 |
| * Iloczyn OpcjonalnePlusWyrażenie koniec                    | * liczba * liczba + liczba * liczba koniec                 |
| Iloczyn OpcjonalnePlusWyrażenie koniec                      | liczba * liczba + liczba * liczba koniec                   |
| liczba OpcjonalneRazyIloczyn OpcjonalnePlusWyrażenie koniec | liczba * liczba + liczba * liczba koniec                   |
| OpcjonalneRazyIloczyn OpcjonalnePlusWyrażenie koniec        | * liczba + liczba * liczba koniec                          |
| * Iloczyn OpcjonalnePlusWyrażenie koniec                    | * liczba + liczba * liczba koniec                          |
| Iloczyn OpcjonalnePlusWyrażenie koniec                      | liczba + liczba * liczba koniec                            |
| liczba OpcjonalneRazyIloczyn OpcjonalnePlusWyrażenie koniec | liczba + liczba * liczba koniec                            |
| OpcjonalneRazyIloczyn OpcjonalnePlusWyrażenie koniec        | + liczba * liczba koniec                                   |
| OpcjonalnePlusWyrażenie koniec                              | + liczba * liczba koniec                                   |
| + Wyrażenie koniec                                          | + liczba * liczba koniec                                   |
| Wyrażenie koniec                                            | liczba * liczba koniec                                     |
| Iloczyn OpcjonalneRazyWyrażenie koniec                      | liczba * liczba koniec koniec                              |
| liczba OpcjonalneRazyIloczyn OpcjonalneRazyWyrażenie koniec | liczba * liczba koniec                                     |
| OpcjonalneRazyIloczyn OpcjonalneRazyWyrażenie koniec        | * liczba koniec                                            |
| * Iloczyn OpcjonalneRazyWyrażenie koniec                    | * liczba koniec                                            |
| Iloczyn OpcjonalneRazyWyrażenie koniec                      | liczba koniec                                              |
| liczba OpcjonalneRazyIloczyn OpcjonalneRazyWyrażenie koniec | liczba koniec                                              |
| OpcjonalneRazyIloczyn OpcjonalneRazyWyrażenie koniec        | koniec                                                     |
| OpcjonalneRazyWyrażenie koniec                              | koniec                                                     |
| koniec                                                      | koniec                                                     |
|                                                             |                                                            |

## Warunek LL(1)
Aby gramatyka była klasy LL(1) dla każdego symbolu nieterminalnego, produkcja powinna być rozpoznawana i wybierana już po podejrzeniu jednego symbolu terminalnego. Oznacza to, że dla każdej pary produkcji dla jednego symbolu nieterminalnego {\displaystyle A\Rightarrow \alpha |\beta {:}}
1. Z {\displaystyle \alpha } i {\displaystyle \beta } nie da się wyprowadzić tego samego symbolu terminalnego
2. Nie można jednocześnie wyprowadzić ciągu pustego z {\displaystyle \alpha } i {\displaystyle \beta }
3. Jeżeli z {\displaystyle \beta } da się wyprowadzić ciąg pusty, wówczas z {\displaystyle \alpha } nie można wyprowadzić żadnego ciągu zaczynającego się od terminala należącego FOLLOW(A). Analogicznie w drugą stronę, gdy z {\displaystyle \alpha } da się wyprowadzić ciąg pusty.

Te warunki są równoważne
1. {\displaystyle FIRST(\alpha )} i {\displaystyle FIRST(\beta )} muszą być zbiorami rozłącznymi
2. jeśli {\displaystyle \epsilon \in FIRST(\beta )} wtedy {\displaystyle FIRST(\alpha )} i {\displaystyle FOLLOW(A)} muszą być zbiorami rozłącznymi i analogicznie gdy {\displaystyle \epsilon \in FIRST(\alpha )} wtedy {\displaystyle FIRST(\beta )} i {\displaystyle FOLLOW(A)} muszą być zbiorami rozłącznymi

## Transformacja do LL(1)
Aby gramatyka dała się przekształcić do LL(1) musi być jednoznaczna, jednak nie każda jednoznaczna da się przekształcić.
Mamy dwie transformacje, które dają szansę, że dostaniemy gramatykę LL(1):
1. eliminacja lewostronnej rekursji
2. lewostronna faktoryzacja

### Eliminacja lewostronnej rekursji
Mamy
- Wyrażenie → Wyrażenie '+' liczba
- Wyrażenie → liczba

Lewostronną rekurencję da się przepisać jako prawostronną:
- {\displaystyle N\to N\alpha _{1}}
- {\displaystyle N\to N\alpha _{m}}
- {\displaystyle N\to \beta _{1}}
- {\displaystyle N\to \beta _{n}}

przepisujemy na
- {\displaystyle N\to \beta _{1}N'}
- {\displaystyle N\to \beta _{n}N'}
- {\displaystyle N'\to \alpha _{1}N'}
- {\displaystyle N'\to \alpha _{m}N'}
- {\displaystyle N'\to \epsilon }

### Lewostronna faktoryzacja
Mamy
- Expr {\displaystyle \to } number '+' Expr
- Expr {\displaystyle \to } number

Patrzymy ile pierwszych symboli (terminalnych i nieterminalnych) jest identycznych. Tu mamy tylko jeden symbol – number. Prawą stronę zamieniamy na nowy symbol: nazwijmy go PlusExpr
- Expr {\displaystyle \to } number PlusExpr
- PlusExpr {\displaystyle \to } '+' Expr
- PlusExpr {\displaystyle \to \epsilon }

Gdy więcej niż dwie produkcje zaczynają się od tego samego:
- Expr {\displaystyle \to } number '+' Expr
- Expr {\displaystyle \to } number '-' Expr
- Expr {\displaystyle \to } number

Zamieniamy na
- Expr {\displaystyle \to } number PlusMinusExpr
- PlusMinusExpr {\displaystyle \to } '+' Expr
- PlusMinusExpr {\displaystyle \to } '-' Expr
- PlusMinusExpr {\displaystyle \to \epsilon }

## Gramatyka niejednoznaczna
Czasami niejednoznaczna definicja gramatyki jest konieczna jak w przypadku IF..THEN..ELSE:
- Stat {\displaystyle \to } if Expr then Stat else Stat
- Stat {\displaystyle \to } if Expr then Stat

Po lewostronnej faktoryzacji:
- Stat {\displaystyle \to } if Expr then Stat ElseStat
- ElseStat {\displaystyle \to } else Stat
- ElseStat {\displaystyle \to \epsilon }

Gramatyka jest niejednoznaczna dla ElseStat w przypadku napotkania symbolu else. Rozwiązujemy to przyjmując wybór zachłanny
- ElseStat {\displaystyle \to } else Stat

bo w przeciwnym razie gdybyśmy wybrali {\displaystyle \epsilon } mógłaby zostać część else, która nie miała by wcześniejszego if.

## Parser rekurencyjny
Parsery LL można też łatwo pisać ręcznie, za pomocą zestawu wzajemnie wywołujących się funkcji.
```
znak
 
następny_znak
;
 
/* zmienna globalna */

void
 
parsujWyrażenie
()
 
{

  
if
 
(
następny_znak
 
==
 
liczba
)

  
{

    
parsujIloczyn
();

    
parsujOpcjonalnePlusWyrażenie
();

  
}
 
else
 
{

    
błąd
();

  
}

}

void
 
parsujIloczyn
()
 
{

  
if
 
(
następny_znak
 
==
 
liczba
)

  
{

    
następny_znak
 
=
 
odczytaj_znak
();

    
parsujOpcjonalneRazyIloczyn
();

  
}
 
else
 
{

    
błąd
();

  
}

}

void
 
parsujOpcjonalnePlusWyrażenie
()
 
{

  
if
 
(
następny_znak
 
==
 
'+'
)

  
{

    
następny_znak
 
=
 
odczytaj_znak
();

    
parsujWyrażenie
();

  
}
 
else
 
if
 
(
następny_znak
 
==
 
KONIEC_PLIKU
)
 
{

    
/* pusty ciąg znaków */

  
}
 
else
 
{

    
błąd
();

  
}

}

void
 
parsujOpcjonalneRazyIloczyn
()
 
{

  
if
 
(
następny_znak
 
==
 
'*'
)

  
{

    
następny_znak
 
=
 
odczytaj_znak
();

    
parsujIloczyn
();

  
}
 
else
 
if
 
(
następny_znak
 
==
 
'+'
 
||
 
następny_znak
 
==
 
KONIEC_PLIKU
){

    
/* pusty ciąg znaków */

  
}
 
else
 
{

    
błąd
();

  
}

}

void
 
parsuj
()

{

  
następny_znak
 
=
 
odczytaj_znak
();

  
parsujWyrażenie
();

  
if
 
(
następny_znak
 
!=
 
KONIEC_PLIKU
)

    
błąd
();

}

```